# Закон Аюї
Закон Гаюї (закон цілих чисел, закон раціональних відношень параметрів) — емпіричний закон кристалографії, відкритий французьким мінералогом Рене-Жюстом Аюї у 1784 році. Це один з основних законів кристалографії і один з перших кількісних законів атомно-молекулярної структури кристалічних тіл. Закон твердить: подвійні відношення параметрів, що їх відтинають дві будь-які грані кристала на трьох його ребрах, що перетинаються, дорівнюють відношенням цілих і порівняно малих чисел. Параметрами називають відрізки, що їх відтинають грані кристалу на трьох вибраних ребрах.